# Петров, Николай Павлович (генерал-майор)
Петров Николай Павлович  (1914 — 24 апреля 1983) — советский военачальник, генерал-майор, кавалер 7-ми орденов Красного Знамени.

## Биография
Родился в деревне Заволонье, ныне в Крестецком районе Новгородской области. Окончил сельскую школу. В начале 1930-х годов работал в колхозе счетоводом, затем — секретарём сельского совета и некоторое время его председателем.
В 1934—1938 годах был курсантом кавалерийского училища. В 1938 году, получив звание лейтенанта, получил в командование сабельный взвод в кавалерийской дивизии, расквартированной в Георгиевске. Вскоре назначен начальником связи полка.
Перед началом Великой Отечественной войны дивизия, где служил Н. П. Петров была переформирована из кавалерийской в танковую и переброшена на западное направление. После переформирования Петров был назначен начальником штаба танкового батальона, а затем и командиром батальона. В 1941 году дивизия в составе танковой группы К. К. Рокоссовского вступила в бой у города Ярцево.
После отступления Н. П. Петров был направлен для прохождения ускоренного курса обучения в общевойсковой академии, эвакуированной в Ташкент. После окончания обучения в мае 1942 года он был назначен заместителем начальника штаба 14-й мотострелковой бригады, входившей в состав 6-го танкового корпуса. 20 июля 1942 года получил воинское звание капитана.
С декабря 1942 года — начальник штаба, а с октября 1944 года и до конца войны — командир 1-й гвардейской мотострелковой Калинковичско-Речицкой дважды Краснознамённой, орденов Суворова, Кутузова бригады 1-го гвардейского танкового корпуса.
В мае 1945 года за исключительно умелое командование бригадой в наступательных операциях гвардии подполковник Петров был представлен к званию Герой Советского Союза, но был награждён орденом Красного Знамени.
За время войны комбриг Петров был десять раз упомянут в благодарственных в приказах Верховного Главнокомандующего.
После войны продолжал службу в Советской Армии. Командировался в Корейскую Народно-демократическую республику, Объединённую Арабскую республику. С сентября 1959 года — начальник отдела боевой подготовки штаба 15-й армии Дальневосточного военного округа, с октября 1960 по июнь 1961 — начальник штаба — первый заместитель командующего 5-й общевойсковой армии Дальневосточного военного округа, с августа 1964 по февраль 1969 года служил начальником штаба — первым заместителем командующего 1-й отдельной армии (с октября 1967 — 1-я гвардейская армия) в Киевском военном округе.
Уволен в отставку 21.X.1975 года.

## Награды
- семь орденов Красного Знамени (7.V.1943; 4.VIII.1944; 3.X.1944; 31.V.1945; 5.VI.1945; 5.XI.1954[6], 1968)
- орден Кутузова 2-й степени (21.II.1945)
- орден Отечественной войны 1-й степени (14.XII.1943)
- два ордена Красной Звезды (14.II.1943, 15.XI.1950[6])
- орден «За службу Родине в ВС СССР» 3-й степени (30.IV.1975)
- медали СССР
- Крест Храбрых (Польша) (19.XII.1968)
- медали ПНР

Приказы (благодарности) Верховного Главнокомандующего, в которых отмечен Н. П. Петров.
- За овладение городами Хойнице (Конитц) и Тухоля (Тухель) — крупными узлами коммуникаций и сильными опорными пунктами обороны немцев в западной части Польши. 15 февраля 1945 года. № 280.
- За овладение важными узлами железных и шоссейных дорог — городами Лауенбург и Картузы (Картхауз). 10 марта 1945 года. № 298.
- За форсирование восточного и западного Одера южнее Штеттина, прорыв сильно укрепленной обороны немцев на западном берегу Одера и продвижение вперед на 30 километров. 26 апреля 1945 года. № 344.
- За овладение городами Эггезин, Торгелов, Пазевальк, Штрасбург, Темплин — важными опорными пунктами обороны немцев в Западной Померании. 28 апреля 1945 года. № 350.
- За овладение городами важными узлами дорог Анклам, Фридланд, Нойбранденбург, Лихен и вступление на территорию провинции Мекленбург. 29 апреля 1945 года. № 351.
- За овладение городами Грайфсвальд, Трептов, Нойштрелитц, Фюрстенберг, Гранзее — важными узлами дорог в северо-западной части Померании и в Мекленбурге. 30 апреля 1945 года. № 352.
- За овладение городами Штральзунд, Гриммен, Деммин, Мальхин, Варен, Везенберг — важными узлами дорог и сильными опорными пунктами обороны немцев. 1 мая 1945 года. № 354.
- За овладение городами Росток, Варнемюнде — крупными портами и важными военно-морскими базами немцев на Балтийском море, а также городами Рибнитц, Марлов, Лааге, Тетерев, Миров. 2 мая 1945 года. № 358.
- За овладение городами Барт, Бад-Доберан, Нойбуков, Варин, Виттенберге и за соединение на линии Висмар, Виттенберге с союзными нам английскими войсками. 3 мая 1945 года. № 360.
- За форсирование пролива Штральзундерфарвассер, полное овладение островом Рюген и городами Берген, Гарц, Путбус, Засснитц, находящимися на нём. 6 мая 1945 года. № 363.